# Первый крестовый поход
Пе́рвый кресто́вый похо́д был организован в 1096 году решением римского папы Урбана II по просьбе византийского императора Алексея I с целью помощи восточным христианам в защите Анатолии (Малая Азия) от наступления турок-сельджуков. В ходе похода также дополнительной целью стало освобождение священного города Иерусалима и Святой земли от мусульман. Первоначально обращение римского папы было адресовано только французскому рыцарству, но впоследствии поход превратился в полномасштабную военную кампанию, а его идея охватила все христианские государства Западной Европы. Феодалы и простой народ по земле и морю двинулись на Восток, по пути освободив от власти сельджуков западную часть Малой Азии и устранив мусульманскую угрозу Византии, и в июле 1099 года завоевали Иерусалим. Во время 1-го крестового похода было основано Иерусалимское королевство и другие христианские государства, которые объединяются под названием Латинского Востока. Важную роль в истории Крестовых походов сыграли духовно-рыцарские ордены.

## Предыстория конфликта
Христианские и мусульманские государства находились в конфликте с момента появления ислама в VII веке и начала экспансивной политики мусульман на другие земли. В течение столетия после смерти Мухаммеда в 632 году мусульманские войска захватили Левант, Северную Африку, Сицилию, Крит и большую часть Пиренейского полуострова, которые ранее находились под христианским управлением. Там, где они не смогли продвинуться, проводились опустошительные набеги, как, к примеру, на территорию южной Франции и побережье Италии, несколько раз даже угрожая самому Риму. К XI веку христиане постепенно вернули себе полный контроль над Критом, Сицилией и частью Иберии, но их связи со Святой землей ухудшились. Мусульманские власти на подвластных землях часто применяли суровые ограничения против представителей других религий, в том числе и христиан. У них закрывали и рушили церкви с монастырями, ограничивали в праве передвижения, строительства и даже ношения одежды, заставляли платить дополнительные налоги, сверх назначенных, а также достаточно часто принуждали христиан принять ислам.
Одним из поводов для начала крестового похода был призыв о помощи, с которым обратился к папе римскому византийский император Алексей I Комнин. Этот призыв был обусловлен несколькими обстоятельствами. В 1071 году армия императора Романа IV Диогена была разбита султаном турок-сельджуков Алп-Арсланом в битве при Манцикерте. Это сражение и последующее свержение Романа IV Диогена привело к началу гражданской войны в Византии, которая не стихала вплоть до 1081 года, когда на престол взошёл Алексей I Комнин. К этому времени различные вожди турок-сельджуков успели воспользоваться плодами междоусобицы в Константинополе и захватили значительную часть территории анатолийского плато. В первые годы своего правления Алексей Комнин был вынужден вести постоянную борьбу на два фронта — против норманнов Сицилии, которые наступали на западе и против турок-сельджуков на востоке. Балканские владения Византийской империи также подвергались опустошительным набегам половцев и печенегов.
В этой ситуации Алексей достаточно часто пользовался помощью наёмников из Западной Европы, которых византийцы называли франками или кельтами. Полководцы империи высоко ценили боевые качества европейской кавалерии и использовали наёмников в качестве ударных частей. Их корпус нуждался в постоянных пополнениях. В 1093 или 1094 году Алексей, по-видимому, направил папе римскому просьбу о помощи в найме очередного корпуса. Возможно, что эта просьба и послужила основанием для призыва к Крестовому походу.
Первый крестовый поход был ответом христианского мира на экспансионистскую политику ислама посредством действий Фатимидов и Сельджуков в Святую Землю и Восточную Римскую империю. Кроме того, на Западе были крайне недовольны зверствами, которые происходили в адрес христианских паломников пытавшихся посетить Святую Землю. В этот момент Ближний Восток оказался на линии фронта между султанатом Великих сельджуков (который занимал значительную часть территории современных Ирана и Сирии) и государством Фатимидов Египта. Сельджуков поддерживали в основном мусульмане-сунниты, Фатимидов — в основном мусульмане-шииты. Христиан в Палестине и Сирии защищать было некому и во время военных действий они подвергались грабежам и насилию.
Кроме того, на Ближнем Востоке зародилось христианство: на этой территории существовали первые христианские общины и располагалось большинство христианских святынь.
Во второй половине XI века (между 1078 и 1081 годами) в Малой Азии появляются турки, создающие ряд небольших царств турок-сельджуков (Дамасское, Алепское и другие).
Вследствие этого у христиан начала зарождаться идея о том, что им нужно защитить от гонений своих собратьев и вернуть утраченные земли и святыни.
Призывы папы римского, неистовые проповеди Петра Пустынника и других религиозных деятелей вызвали небывалый подъём. В разных местах Франции, Германии и Италии наскоро снаряжались походы. Кроме того, тысячи людей стихийно собирались в отряды и двигались на Восток.
Ко времени Крестовых походов мусульманский мир был разобщён внутри, между правителями различных территориальных образований шли постоянные междоусобные войны, и даже сама религия претерпела раскол на несколько течений и сект. Этим не преминули воспользоваться внешние противники, в том числе и христианские государства на Западе.
Так, Реконкиста в Испании, Норманнское завоевание Сицилии и атаки норманнов на североафриканское побережье, завоевания Пизы, Генуи и Арагона на Мальорке и Сардинии и боевые действия христианских правителей против мусульман на море ясно демонстрировали вектор направленности западноевропейской внешней политики конца XI века.
Также значительную роль сыграло желание папы римского увеличить свою власть при помощи образования новых государств на захваченных территориях, которые бы зависели от папы. Затем так и случилось. Западные европейцы хотя и награбили много золота, но понесли огромные по тем временам моральные и человеческие жертвы, а мусульмане проиграли вдвое больше, и впоследствии у них начался кризис.

### Западная Европа

Карта Первого крестового похода

Идея первого крестового похода в частности и всего крестоносного движения в целом берёт своё начало в обстановке, которая сложилась в Западной Европе по окончании эпохи раннего Средневековья. После раздела империи Каролингов и обращения в христианство воинственных венгров и викингов наступила относительная стабильность. Однако за предыдущие несколько веков в Европе сформировался целый класс воинов, которым теперь, когда границам государств более не угрожала серьёзная опасность извне, приходилось применять свои силы в междоусобных конфликтах и усмирении крестьянских бунтов. Благословляя крестовый поход, папа Урбан II сказал: «Кто тут обездоленный и бедный, там будет радостный и богатый».
Непрекращающиеся военные конфликты с мусульманами позволили расцвести идее Священной войны против ислама. Когда мусульмане заняли Иерусалим — сердце христианской религии — папа Григорий VII в 1074 году призвал воинов Христовых (лат. milites Christi) отправиться на Восток и помочь Византии, которая тремя годами ранее потерпела серьёзное поражение в битве при Манцикерте, отвоевать священные земли. Воззвание папы было проигнорировано рыцарством, но тем не менее привлекло внимание к событиям на Востоке и спровоцировало волну паломничества на Святую землю. Вскоре начали поступать сообщения об издевательствах и гонениях, которым подвергались паломники со стороны мусульман на пути в Иерусалим и другие священные города. Известия о притеснении пилигримов вызвали волну негодования среди христиан.
В начале марта 1095 года на собор в Пьяченце прибыло посольство императора Алексея Комнина с прошением оказать Византии помощь в борьбе с сельджуками.

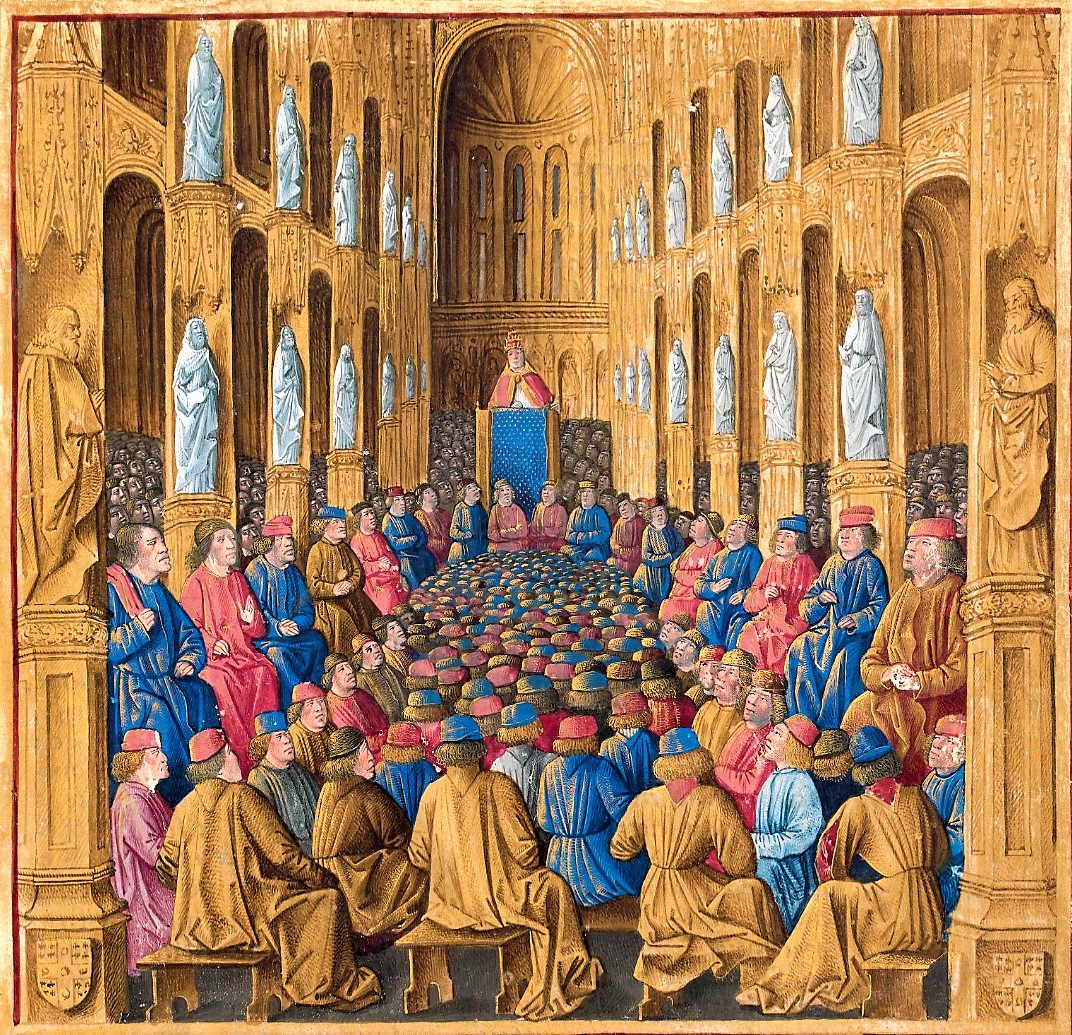
Собор в Клермоне. Миниатюра Жана Коломба из книги Себастьена Мамро «Походы французов в Утремер» (1474)

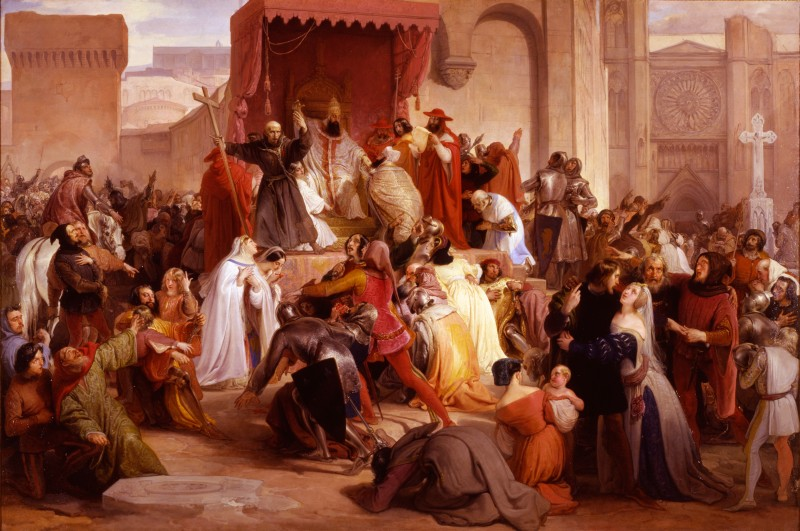
«Папа Урбан II на площади Клермона проповедует первый крестовый поход», картина Франческо Айеца (1835)

26 ноября 1095 года во французском городе Клермоне состоялся собор, на котором перед лицом знати и духовенства папа Урбан II произнёс страстную речь, призвав собравшихся отправиться на Восток и освободить Иерусалим от владычества мусульман. Этот призыв лёг на благодатную почву, так как идеи Крестового похода уже были популярны среди народа западноевропейских государств, и поход мог организоваться в любой момент. Речь папы лишь обозначила устремления большой группы западноевропейских католиков.

### Византия
Византийская империя имела множество врагов на своих границах. Так, в 1090—1091 годах ей угрожали печенеги, однако их натиск был отбит при помощи половцев и славян. В это же время турецкий пират Чака, господствуя в Чёрном море и Босфоре, беспокоил своими налётами побережье вблизи Константинополя. Если учесть, что к этому времени большая часть Анатолии была захвачена турками-сельджуками, а византийская армия потерпела от них серьёзное поражение в 1071 году в битве при Манцикерте, то Византийская империя находилась в кризисном состоянии и существовала угроза её полного уничтожения. Пик кризиса пришёлся на зиму 1090/1091, когда напор печенегов с одной стороны и родственных им сельджуков с другой угрожал отрезать Константинополь от окружающего мира.
В этой ситуации император Алексей Комнин вёл дипломатическую переписку с правителями западноевропейских стран (наиболее известна переписка с Робертом Фландрским), призывая их о помощи и выказывая бедственное положение империи. Также наметился ряд шагов по сближению православной и католической церквей. Эти обстоятельства вызвали на Западе интерес. Однако к началу Крестового похода Византия уже преодолела глубокий политический и военный кризис и пребывала в периоде относительной стабильности примерно с 1092 года. Печенежская орда была разгромлена, сельджуки не вели активных кампаний против византийцев, и даже наоборот, император часто прибегал к помощи наёмных отрядов, состоявших из тюрок и печенегов, для усмирения своих врагов. Но в Европе считали, что положение империи бедственно, рассчитывая на унизительное положение императора. Этот расчёт оказался неверным, что привело в дальнейшем ко многим противоречиям в византийско-западноевропейских отношениях.

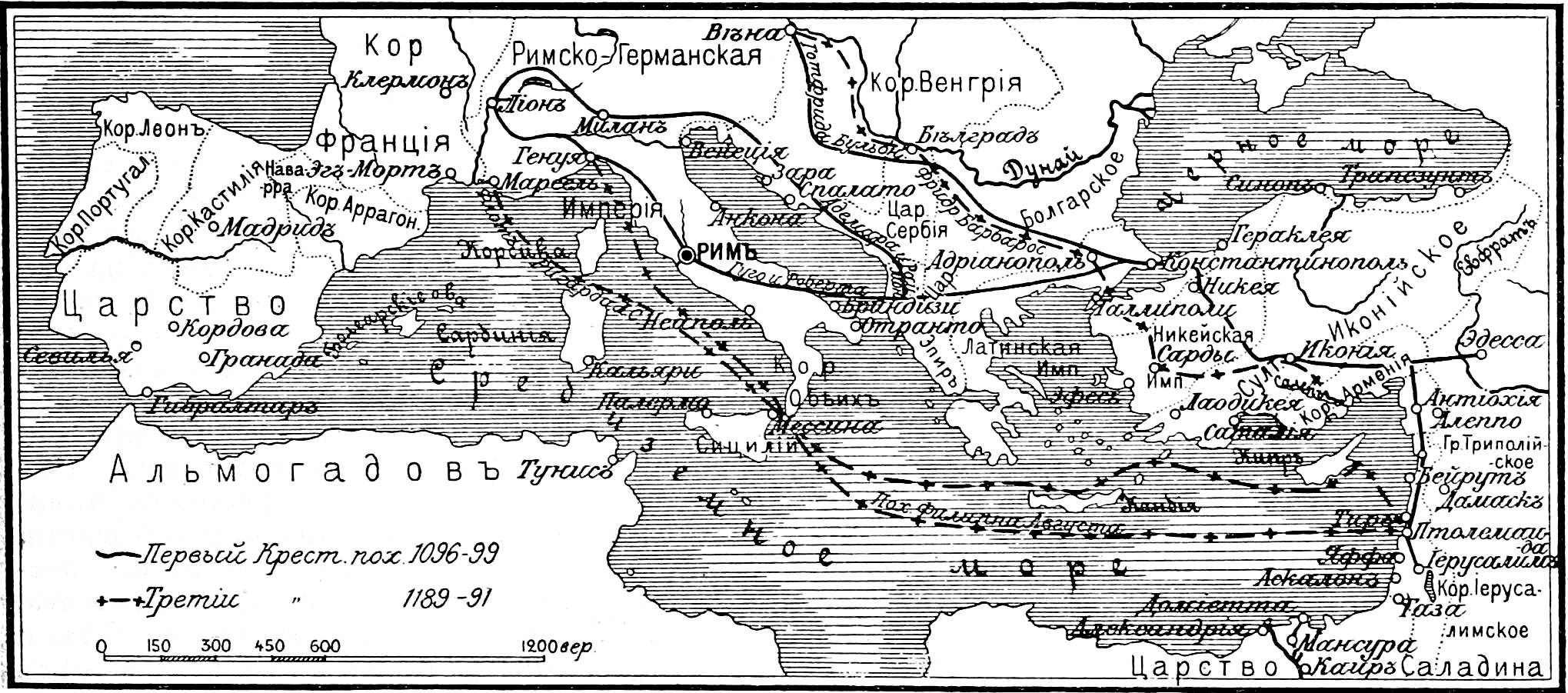
Крестовые походы 1096—1099 и 1189—1191 гг.
(рисунок из статьи «Крестовые походы»
«Военная энциклопедия Сытина»; 1913 год)

### Мусульманский мир
Большая часть Анатолии накануне Крестового похода находилась в руках кочевых племён турок-сельджуков и сельджукского султана Рум, придерживавшихся суннитского течения в исламе. Некоторые племена во многих случаях не признавали над собой даже номинальной власти султана, либо пользовались широкой автономией. К концу XI века сельджуки потеснили Византию в её границах, заняв практически всю Анатолию после победы над византийцами в решающей битве при Манцикерте в 1071 году. Однако, турки больше были обеспокоены решением внутренних проблем, чем войной с христианами. Постоянно возобновлявшийся конфликт с шиитами и гражданская война, разразившаяся из-за прав наследования султанского титула, приковывали к себе гораздо большее внимание сельджукских правителей.
На территории Сирии и Ливана относительно независимую от империй политику вели мусульманские полуавтономные города-государства, руководствуясь в первую очередь своими региональными, а не общемусульманскими интересами.
Египет и большую часть Палестины контролировали шииты из династии Фатимидов. Значительная часть их империи была утеряна после прибытия сельджуков, и потому Алексей Комнин советовал крестоносцам заключить с Фатимидами союз против общего врага. В 1076 году при халифе аль-Мустали сельджуки захватили Иерусалим, однако в 1098 году, когда крестоносцы уже выдвинулись на Восток, Фатимиды отвоевали город. Фатимиды надеялись увидеть в лице крестоносцев силу, которая влияла бы на ход политики на Ближнем Востоке против интересов сельджуков, извечного врага шиитов, и с самого начала похода вели тонкую дипломатическую игру.

В целом же мусульманские страны претерпевали период глубокого политического вакуума после смерти практически всех ведущих лидеров примерно в одно время. В 1092 году умерли сельджукский вазир Низам аль-Мульк и султан Мелик-шах I, затем в 1094 аббасидский халиф аль-Муктади и фатимидский халиф аль-Мустансир. И на востоке, и в Египте, началась ожесточённая борьба за власть. Гражданская война среди сельджуков привела к полной децентрализации Сирии и образованию там небольших, враждующих между собой городов-государств. В Фатимидской империи также существовали внутренние проблемы.

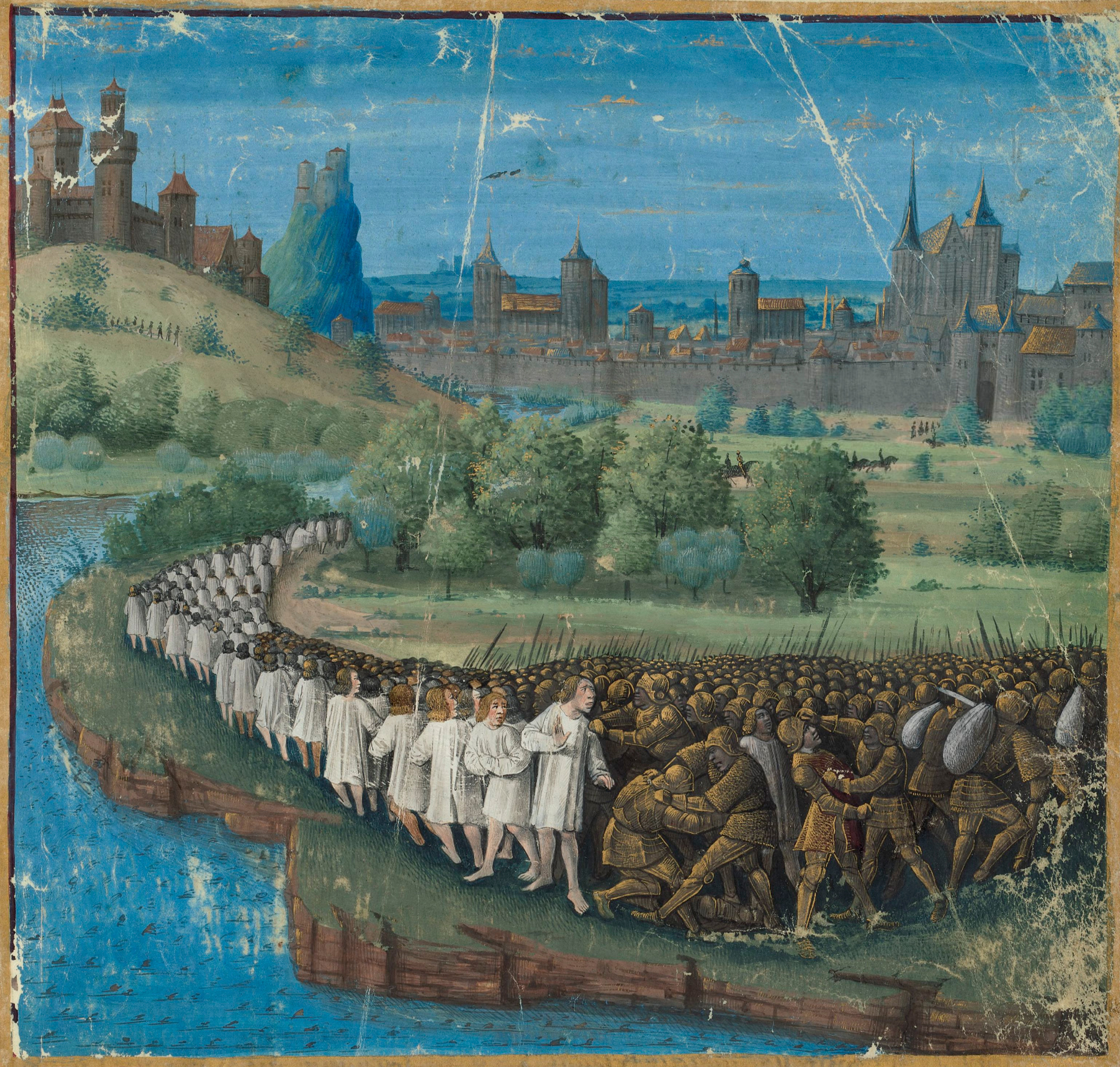
Крестовый поход бедняков. Миниатюра Жана Коломба из книги Себастьена Мамро «Походы французов в Утремер» (1474)

## Хронология событий похода

### Крестьянский крестовый поход
Урбан II определил начало крестового похода на 15 августа (праздник Вознесения Богородицы) 1096 года. Однако задолго до этого к Иерусалиму самостоятельно выдвинулась армия крестьян и мелкого рыцарства, возглавлявшаяся амьенским монахом Петром Пустынником, талантливым оратором и проповедником. Масштабы этого стихийного народного движения были огромны. В то время, как Папа Урбан II рассчитывал привлечь к походу всего несколько тысяч рыцарей, Пётр Пустынник в марте 1096 года повёл за собой многотысячную толпу — состоявшую, правда, по большей части из безоружных бедняков, которые отправлялись в путь с жёнами и детьми.
Это огромное (по объективным оценкам, всего в Поход выступило около 50-60 тысяч бедняков несколькими «армиями», из которых в Константинополе сосредоточилось более 35 тыс. чел., а в Малую Азию переправилось до 30 тыс.) неорганизованное полчище столкнулось с первыми трудностями ещё в Восточной Европе. Покидая родные края, люди не успели (а многие просто не смогли из-за своей нищеты) запастись провиантом, так как отправились в путь слишком рано и не застали богатый урожай 1096 года, который уродился в Западной Европе впервые после нескольких лет засухи и голода. Поэтому они рассчитывали, что христианские города Восточной Европы станут бесплатно обеспечивать их едой и всем необходимым (как это было всегда в Средние века для паломников, шедших в Святую землю) либо же будут отпускать провиант по разумной цене. Однако Болгария, Венгрия и другие страны, через которые пролегал их маршрут, не всегда соглашались на такие условия, и потому между местными жителями и бесчинствовавшими ополченцами, силой отнимавшими у них продовольствие, вспыхивали конфликты.
Спускаясь по Дунаю, участники похода разграбили и опустошили венгерские земли, за что неподалёку от Ниша их атаковала объединённая армия болгар, венгров и византийцев. Около четверти ополченцев было перебито, но остальные практически без потерь добрались к августу до Константинополя. Там к последователям Петра Пустынника присоединились армии, выдвинувшиеся из Италии и Франции. Вскоре наводнившая город крестоносная беднота начала устраивать в Константинополе беспорядки и погромы, и императору Алексею не оставалось ничего другого, как переправить их через Босфор.
Оказавшись в Малой Азии, участники похода перессорились и разделились на две отдельные армии. На стороне напавших на них сельджуков было значительное преимущество — они были более опытными и организованными воинами и к тому же, в отличие от христиан, отлично знали местность, поэтому вскоре практически все ополченцы, многие из которых ни разу в жизни не держали в руках оружия и не имели серьёзного вооружения, были перебиты. Эту 1-ю битву на северо-западе Малой Азии при Дорилеуме, «в долине Дракона», сложно назвать битвой — сельджукская кавалерия атаковала и уничтожила первую меньшую группу крестоносцев-бедняков, а потом обрушилась на их главные силы. Почти все паломники погибли от стрел или сабель тюрок-сельджуков, они не пощадили никого — ни детей, ни стариков, которых было много среди «горе-крестоносцев» и за которых нельзя было получить хороших денег при продаже на рынке как рабов.
Из примерно 30 тысяч участников «Похода нищих» удалось добраться до владений византийцев всего нескольким десяткам человек, примерно 25-27 тыс. были убиты, а 3-4 тыс., в основном молодые юноши и девушки, попали в плен и были проданы на мусульманских базарах Малой Азии. Военный предводитель «Похода бедняков» рыцарь Вальтер Голяк погиб в бою при Дорилеуме. Духовный лидер «горе-крестоносцев» Пётр Пустынник, которому удалось спастись, позже примкнул к главной армии 1-го крестового похода. Вскоре подошедший византийский корпус смог только сложить из тел павших христиан холм высотой до 30 метров и совершить обряд отпевания павших.

### Германский крестовый поход
Хотя антисемитские настроения царили в Европе на протяжении многих веков, именно во время 1-го крестового похода произошли первые массовые преследования евреев. В мае 1096 года германская армия численностью около 10 000 человек, возглавлявшаяся мелким французским рыцарем Вальтером Готье (Голяком), графом Эмихо Лейнингенским и рыцарем Фолькмаром, отправилась на север через долину Рейна — в противоположном Иерусалиму направлении — и устроила массовую резню евреев в Майнце, Кёльне, Бамберге и других городах Германии.
Проповедники крестового похода только разжигали антисемитские настроения. Призывы бороться с евреями и мусульманами — главными, по мнению церковников, врагами христианства — люди воспринимали как прямое руководство к насилию и погромам. Во Франции и Германии евреи считались главными виновниками распятия Христа, и, так как они находились несравненно ближе, чем далёкие мусульмане, люди задавались вопросом — зачем отправляться в опасное путешествие на Восток, если можно покарать врага дома?
Зачастую крестоносцы предоставляли евреям выбор — принять христианство или умереть. Большинство предпочитало смерти отречение, кроме того, в еврейских общинах, до которых доходили известия о произволе крестоносцев, были нередки случаи массовых отречений и самоубийств. Согласно хронике Соломона бар Симеона, «один убивал брата, другой — родителей, жену и детей, женихи убивали своих невест, матери — детей». Несмотря на попытки местного духовенства и светских властей предотвратить насилие, тысячи евреев были убиты. В оправдание своих действий крестоносцы приводили слова папы Урбана II, который на Клермонском соборе призвал покарать мечом не только мусульман, но и всех, кто исповедовал любую другую религию, отличную от христианства. Вспышки агрессии против евреев наблюдались на протяжении всей истории крестовых походов, несмотря на то, что церковь официально осуждала массовые убийства мирных жителей и советовала не уничтожать иноверцев, а обращать их в христианство.

Отбытие крестоносцев в Святую землю (миниатюра, XIII век)

### Крестовый поход дворянства
После разгрома армии бедняков и массовой резни евреев в августе 1096 года в поход наконец выдвинулось рыцарство под предводительством могущественных дворян из разных регионов Европы. Граф Раймунд Тулузский вместе с папским легатом Адемаром Монтейльским, епископом Ле-Пюи, повёл за собой рыцарей Прованса. Норманнов Южной Италии возглавили князь Боэмунд Тарентский и его племянник Танкред. Братья Готфрид Булонский, Эсташ Булонский и Балдуин Булонский были военачальниками лотарингцев, а воинов Северной Франции повели граф Роберт Фландрский, Роберт Нормандский (старший сын Вильгельма Завоевателя и брат Вильгельма Рыжего, короля Англии), граф Стефан Блуаский и Гуго Вермандуа (сын Анны Ярославны и младший брат Филиппа I, короля Франции).

#### Дорога в Иерусалим
Проводником крестоносцев через Малую Азию был армянский князь Баграт — брат владетеля крупнейшего армянского княжества в Приевфратье Васила Гоха. Матеос Урхаеци сообщает, что с выходом армии крестоносцев из Никеи письма с извещением об этом были посланы владетелю Горной Киликии Константину Рубениду и правителю Эдессы Торосу.
Пересекая Азию в разгар лета, воины страдали от жары, недостатка воды и провианта. Некоторые, не выдержав тягот похода, погибали, пало много лошадей. Время от времени крестоносцы получали помощь деньгами и пищей от братьев по вере — как от местных христиан, так и от оставшихся в Европе — но по большей части им приходилось добывать пропитание самостоятельно, разоряя земли, через которые пролегал их путь. Военачальники крестового похода продолжали оспаривать друг у друга главенство, однако ни один из них не обладал достаточным авторитетом, чтобы взять на себя роль полноценного лидера. Духовным вождём похода был, безусловно, Адемар Монтейльский, епископ Ле-Пю.
Когда крестоносцы миновали Киликийские врата, армию покинул Балдуин Булонский. С небольшим отрядом воинов он отправился собственным маршрутом через Киликию и в начале 1098 года прибыл в Эдессу, где завоевал доверие местного правителя Тороса и был назначен его преемником. В том же году Торос Эдесский был убит в результате заговора Балдуина. Таким образом, первой жертвой крестоносцев стал правитель христианского государства, хотя целью крестового похода его участники провозгласили борьбу с неверными и освобождение гроба Господня. После убийства Тороса было образовано графство Эдесское — первое государство крестоносцев на Ближнем Востоке.

#### Осада Никеи
В 1097 году отряды крестоносцев, разгромив армию турецкого султана, начали осаду Никеи. Византийский император Алексей I Комнин заподозрил, что крестоносцы, взяв город, не отдадут его ему (по вассальной присяге крестоносцев (1097), крестоносцы должны были отдать захваченные города и территории ему, Алексию). И, после того, как стало ясно, что Никея рано или поздно падёт, император Алексий послал в город послов с требованием сдаться ему. Горожане были вынуждены согласиться, и 19 июня, когда крестоносцы приготовились к штурму города, они с огорчением обнаружили, что им сильно «помогла» византийская армия. После этого крестоносцы двинулись дальше по Анатолийскому плоскогорью на главную цель похода — Иерусалим.

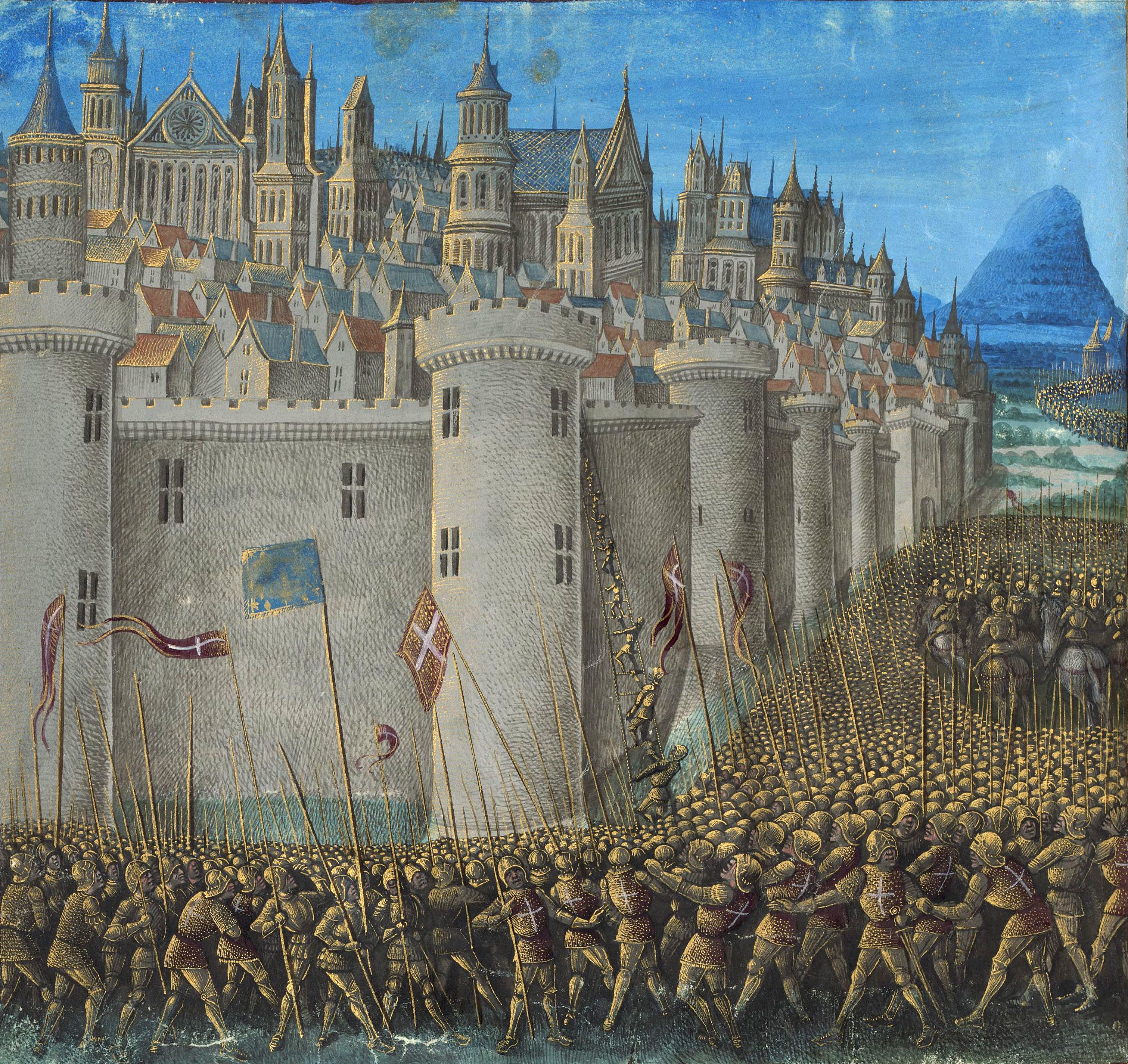
Осада крестоносцами Антиохии. Миниатюра Жана Коломба из книги Себастьена Мамро «Походы французов в Утремер» (1474)

#### Битва при Дорилее
Армия первого крестового похода после завершения осады Никеи выступила к Антиохии через Малую Азию. Практически сразу армия разделилась на две части: авангард численностью не менее 20 000 человек под командованием Боэмунда, Танкреда, Роберта Нормандского и Стефана Блуаского, и основные силы — более 30 000 человек — под командованием Роберта Фландрского, Гуго Великого, Годфрида Бульонского и Раймунда Тулузского. Сельджукский султан Кылыч-Арслан, Данышмендид Гюмюштегин Гази и бей Кайсери Хасан ввиду угрозы отбросили свои разногласия и объединили свои силы. Они организовали засаду по обе стороны дороги, которой шли крестоносцы неподалёку от Дорилеи с армией численностью около 8 тысяч человек.
1 июля 1097 года, увидев авангард крестоносцев, сельджуки атаковали его, будучи уверены, что это и есть вся армия. Они почти одержали победу, но подоспели части основной армии крестоносцев и вышли в тыл противника. Кылыч-Арслан бежал.

#### Осада Антиохии
Осенью армия крестоносцев достигла Антиохии, которая стояла на полпути между Константинополем и Иерусалимом, и 21 октября 1097 года осадила город. После восьми месяцев осады, ранним утром 3 июня 1098 года крестоносцы ворвались в город. Открыть ворота им помогло предательство оружейника Фируза. В городе крестоносцы устроили кровавую резню: «все площади города были забиты телами мертвецов, так что никто не мог находиться там из-за сильного зловония». Эмир Яги-Сиана в сопровождении 30 воинов бежал из города, оставив свою семью и детей, но затем сопровождающие бросили его и он был убит и обезглавлен местными жителями. К вечеру крестоносцы захватили весь город за исключением цитадели на юге города. Через четыре дня, 7 июня, подошла армия Кербоги и после неудачного штурма осадила его.
В понедельник 28 июня готовые к бою крестоносцы вышли из города — «фаланги, выстроившись поотрядно, стояли друг против друга и готовились начать сражение, граф Фландрский сошёл с коня и, трижды простёршись на земле, воззвал к Богу о помощи». Затем хронист Раймунд Ажильский пронёс перед воинами Святое копьё. Кербога, решив, что без труда расправится с немногочисленным войском противника, не внял советам своих генералов и решил атаковать всю армию целиком, а не каждую дивизию по очереди. Он пошёл на хитрость и отдал приказ изобразить отступление, чтобы увлечь крестоносцев в более сложную для сражения местность.
Рассредотачиваясь по окрестным холмам, мусульмане по приказу Кербоги поджигали за собой траву и осыпали градом стрел преследующих их христиан, и многие воины были убиты (в том числе знаменосец Адемара Монтейльского). Однако воодушевлённых крестоносцев было не остановить — они устремились «на иноплеменников, как огонь, что сверкает на небе и сжигает горы». Рвение их разгорелось до такой степени, что многим воинам явилось видение святых Георгия, Димитрия и Маврикия, скачущих в рядах христианской армии. Само сражение было коротким — когда крестоносцы наконец нагнали Кербогу, сельджуки запаниковали, «передовые конные отряды обратились в бегство, и было предано мечу множество ополченцев, добровольцев, вступивших в ряды борцов за веру, горевших желанием защитить мусульман».

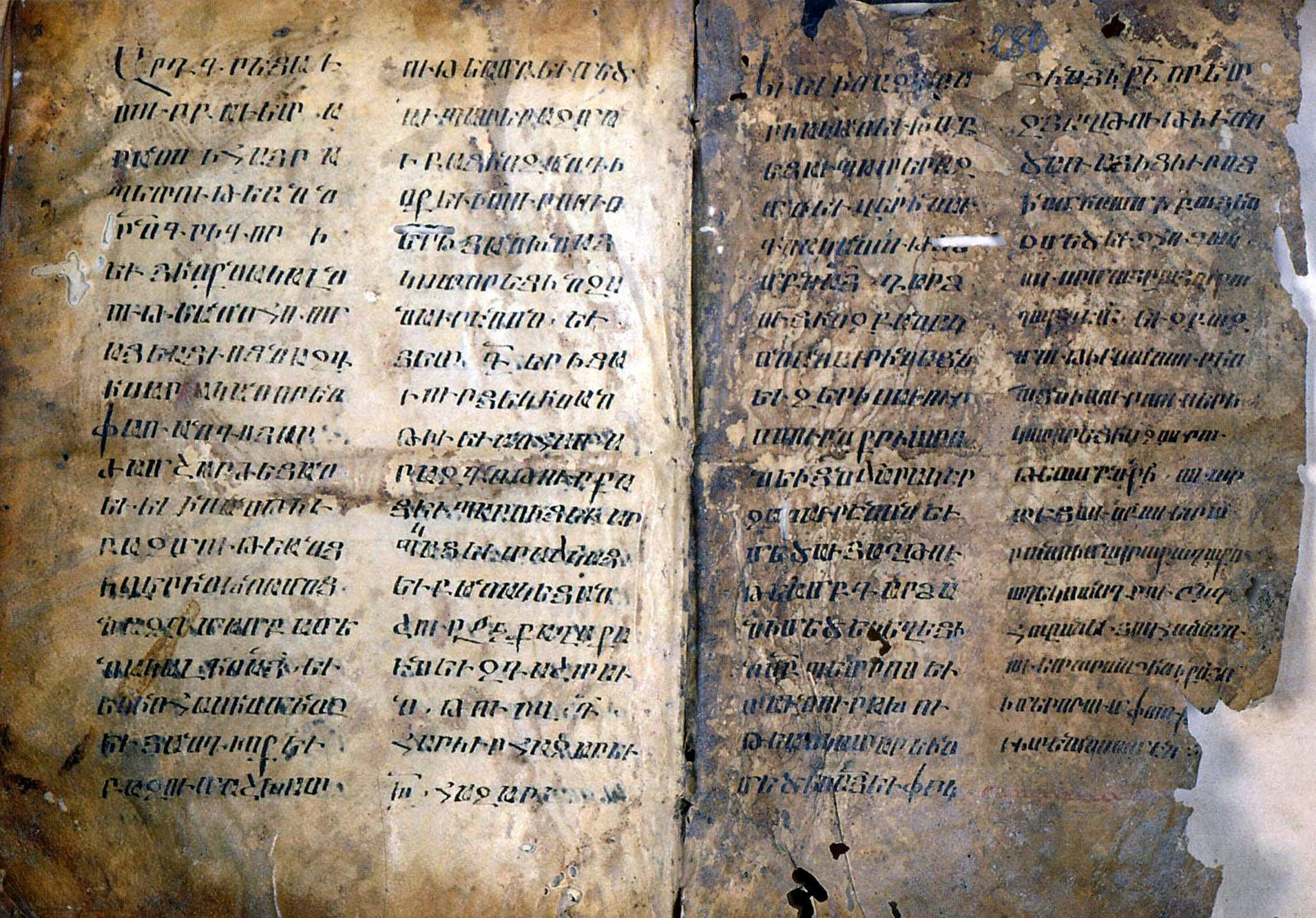
Армянский колофон, 1099 год времена Григор II Вкаясер, первое известное упоминание о франкском завоевании Иерусалима

#### Осада Иерусалима

Карта Византийской империи после Первого крестового похода

Штурм Иерусалима начался на рассвете 14 июля. Крестоносцы забрасывали город камнями из метательных машин, а мусульмане осыпали их градом стрел и бросали со стен утыканные гвоздями «просмолённые деревяшки, обёртывая их в горящие тряпки». Обстрел камнями, однако, не причинил городу особого вреда, так как мусульмане защитили стены мешками, набитыми хлопком и отрубями, которые смягчали удар. Под непрекращающимся обстрелом — как пишет Гийом Тирский, «стрелы и дротики сыпались на людей с обеих сторон, подобно граду» — крестоносцы пытались придвинуть к стенам Иерусалима осадные башни, однако им мешал опоясывающий город глубокий ров, который начали засыпать ещё 12 июля.
Сражение продолжалось весь день, однако город держался. Когда наступила ночь, обе стороны продолжали бодрствовать — мусульмане боялись, что последует новая атака, а христиане опасались, что осаждённым удастся каким-то образом поджечь осадные орудия. Утром 15 июля, когда ров был засыпан, крестоносцы смогли наконец беспрепятственно приблизить башни к крепостным стенам и поджечь защищающие их мешки. Это стало переломным моментом в атаке — крестоносцы перекинули на стены деревянные мостки и устремились в город. Первым прорвался рыцарь Летольд, за ним последовали Готфрид Бульонский и Танкред Тарентский. Раймунд Тулузский, армия которого штурмовала город с другой стороны, узнал о прорыве и тоже устремился в Иерусалим через южные ворота. Увидев, что город пал, эмир гарнизона башни Давида сдался и открыл Яффские ворота.

#### Вопрос об участии Киевской Руси
Некоторые источники XIII века упоминают возможное участие в походе представителей Киевской Руси. Так, в «Истории об Иерусалиме и Антиохии» в длинном списке участников похода упоминаются и люди «de Rossie». В «Деяниях Танкреда в Иерусалимском походе» Рауля Канского среди национальностей участвовавших в походе воинов упоминаются и «Rutenos». В. Т. Пашуто считал, что это свидетельствует о том, что воины из Киевской Руси также принимали участие в походе, ссылаясь также на современных походу хронистов (Альберт Аахенский, Эккехард из Ауры), упоминавших о выходе крестоносцев к «Русскому», то есть Чёрному, морю (mare Rusciae или Russiae). Однако А. В. Назаренко указывает, что эти сведения авторов XIII века источниковедчески уязвимы и не поддаются достоверной интерпретации, поэтому не заслуживают чрезмерного доверия; именование же Чёрного моря «Русским» имеет древнюю и не только латиноязычную традицию, едва ли связанную с Крестовыми походами. В древнерусских источниках упоминаний Первого крестового похода не содержится.

Государства крестоносцев в 1102 г. (белым цветом)

## Государства крестоносцев на Востоке в 1140 году
Государства, основанные крестоносцами после Первого Крестового похода:
По окончании 1-го крестового похода на территории Леванта были основаны четыре христианских государства.
Эдесское графство — первое государство, основанное крестоносцами на Востоке. Было основано в 1098 году Балдуином I Булонским. Просуществовало до 1146 года. Столицей его был город Эдесса.
Княжество Антиохия — было основано Боэмундом I Тарентским в 1098 году после взятия Антиохии. Княжество просуществовало до 1268 года.
Иерусалимское королевство, просуществовало вплоть до падения Акры в 1291 году. В подчинении у королевства находилось несколько вассальных сеньорий, в том числе четыре наиболее крупные:
- Княжество Галилея
- Графство Яффа и Аскалон
- Лордство (княжество) Трансиордания — сеньория Крака, Монреаля и Сент-Авраама
- Сеньория Сидона

Графство Триполи — последнее из государств, основанных в ходе Первого крестового похода. Было основано в 1105 году графом Тулузы Раймундом IV. Графство просуществовало до 1289 года.

## Свидетельства очевидцев и современников и их первые переработки
Основные свидетельства очевидцев первого крестового похода на латинском языке:
- Анонимный труд «Деяния франков и прочих иерусалимцев» (Gesta Francorum). Написаны «Деяния франков» были не позднее 1101 года[23][24], возможно, первые 9 книг — до ноября 1099 года[25]. Анонимный автор «Деяний» был простым норманнским рыцарем из Италии, сражавшимся сначала под командованием Боэмунда Тарентского, а после победы под Антиохией над армией Кербоги перешёл к Раймунду Тулузскому и Роберту Нормандскому. Он был единственным светским латинским хронистом Первого крестового похода[26][23][27]. По мнению М. Заборова «Деяния франков и прочих иерусалимцев» — «один из лучших по полноте и достоверности повествовательных источников истории Первого крестового похода»[26].
- «История франков, которые взяли Иерусалим» (Historia Francorum) была написана в 1098—1099 годах священником Раймундом Ажильским. Он был духовником Раймунда Тулузского и был близок епископу Адемару, папскому легату. Почти четверть «Истории франков» занимают описания якобы происходивших чудес. Возможно, Раймунд Ажильский сознательно придумывал чудеса, видения и пророчества, чтобы подпитывать религиозный дух участников похода. Предположительно, свой труд Раймунд написал, чтобы развеять недоверие относительно «чуда» обретения так называемого копья Лонгина, в фабрикации которого он сам участвовал. Несмотря на это, в основном Раймунд дотошно описывает события похода. Его хроника является «важным памятником истории Первого крестового похода»[28][29][30].
- «Иерусалимская история» (Historia Hierosolymitana) Фульхерия Шартрского. Фульхерий прибыл на Святую Землю с Робертом Нормандским, далее он с 1097 года сопровождал Балдуина Булонского и был его капелланом в 1098 году в Эдессе, поэтому лично не присутствовал при взятии Антиохии. Свою хронику он писал в 1101—1127 годах. Фульхерий был хорошо осведомлённым автором в силу своей близости к Балдуину, занявшему в 1100 году трон Иерусалимского королевства. Его хроника «содержит вполне добротный фактический материал». Конечно, он, как и Раймунд Ажильский, упоминает о чудесах и сверхъестественных явлениях, но проявляет и скептицизм, например, относительно истинности обнаруженного копья Лонгина. «По обилию и точности достоверных сведений самого разнообразного характера труд Фульхерия Шартрского несомненно принадлежит к числу лучших летописей Первого крестового похода»[28][31][32].
- «История путешествия в Иерусалим» (Historia de Hierosolymitano itinere) Петра Тудебоде, написанная между 1101 и 1111 годами, в основном базируется на «Деяниях франков», хотя автор изредка приводит собственные наблюдения, давая оригинальные сведения[33][34]. От «Деяний франков» «История» Тудебоде отличается оценкой Боэмунда и Танкреда[35]. «Его работа в основном имеет вспомогательную ценность, добавляя убедительные и косвенные подробности, особенно об осадах Антиохии и Иерусалима»[36].
- «Деяния Бога через франков» написаны между 1106 и 1109 годами Гвибертом Ножанским. Он стилистически переработал текст «Деяний франков», добавив некоторые оригинальные детали[37].
- «Иерусалимская история» (Historia Hierosolymitana) Роберта монаха написана между 1107 и 1120 годами. Роберт, как и Гвиберт, стилистически переработал «Деяния франков»[38].

Письма участников осады:
- «Письма Ансельма Рибемонтского архиепископу Реймсскому Манассии II». Ансельм основал в Рибемонте монастырь и был другом архиепископа Реймса Манассии де Шатильона[39].
- «Письмо графа Стефана Блуасского и Шартрского к супруге Адели из-под Антиохии». Стефан Блуасский, женатый на Адели Нормандской, по её настоянию отправился в крестовый поход с её братом, Робертом Нормандским. Из похода отправил ей несколько писем, одно из них — 29 марта 1098 года из Антиохии[40].
- «Письмо предводителей крестоносного рыцарства папе Урбану II от 11 сентября 1098 года» После захвата Антиохии руководители похода отправили папе римскому Урбану II описание осады и захвата города[41].
- «Письмо от Даймбера, Годфрида и Раймунда папе». Участники похода архиепископ Пизы Даймбер, Годфрид Бульонский и Раймунд де Сен-Жиль написали папе об одержанных победах в сентябре 1099 года[42].

Кроме свидетельств очевидцев, ценными источниками являются хроники, составленные на основе свидетельств очевидцев:
- «Деяния Танкреда в Иерусалимском походе» написаны Радульфом Канским. Хотя Радульф прибыл в Святую землю в 1107 году, но он основывался на рассказах Танкреда и других участников осады. Как сторонник Боэмунда и Танкреда Радульф описывает фальсификацию чуда «обнаружения копья», называя организатором инсценировки Раймунда Тулузского[43][44].
- «Иерусалимская история», написанная Альбертом Аахенским между 1120 и 1153 годами, предположительно, основывалась на утерянной хронике осведомлённого свидетеля событий. Несмотря на то, что в хронику Альберт включил множество недостоверных слухов, полученных от пилигримов, его труд содержит «довольно точные и оригинальные сведения»[45][46][47].
- «История священной войны» (Historia belli sacri), написанная анонимным монахом из Монтекассино около 1130 года. Некоторое время хронику называли «Подражатель и продолжатель Тудебода» (Tudebodus imitatus et continuatus)[48]. Хроника основана на компиляции из «Деяний франков», «Истории» Тудебоде, «Деяний Танкреда» Радульфа и «История франков» Раймунда. Но автор внёс оригинальные дополнения. По мнению Г. Зибеля автор был нормандцем простого происхождения, который жил в Антиохии после войны[49].
- «История деяний в заморских землях» создана Гийомом Тирским, который родился и почти всю жизнь провёл в Палестине. Его труд был написан спустя 75 лет после событий Первого крестового похода на основе хроник Альберта Аахенского, Раймунда Ажильского, Фульхерия Шартрского. По мнению М. Заборова Гийом Тирский «как историк стоит на голову выше авторов, писавших „по горячим следам“»[50]. Например, Гийом Тирский даёт различные объяснения причин эпидемии, поразившей крестоносцев при осаде Антиохии[51].

Восточные и греческие хронисты и историки дают взгляд на события с другой стороны, раскрывают неизвестные латинским авторам обстоятельства. Они более критичны, зачастую более точны:
- «Алексиада» Анны Комнины, дочери византийского императора Алексея I Комнина, описывает события, связанные с участием византийцев в походе (и осаде Антиохии)[52]. По мнению А. Крея «Из сочинений, которые являются свидетельствами очевидцев лишь часть истории крестового похода, Алексиада Анны Комнины является одним из наиболее важных»[53] и «чрезвычайно ценной как представление византийского отношения к латинянам»[35].
- «Хронография» современника событий Матфея Эдесского основана на ныне утраченных армянских документах, рассказах очевидцев, собственных наблюдениях[54].
- «Всемирная хроника» Михаила Сирийца, патриарха Сирийской православной церкви, написана в XII веке[54].

В мусульманских источниках Первый Крестовый поход сравнительно мало отражён. По словам К. Хилленбранд, ранняя история кочевых тюрок Анатолии очень плохо документирована. Основными мусульманскими источниками являются:
- «Дамаскская история» написана современником событий арабским хронистом Ибн аль-Каланиси (1073—1160)[56]. Его объективность в большинстве вопросов делает «Дамаскскую историю» одним из основных источников периода первых крестовых походов[57].
- «Полный свод всеобщей истории» — компиляция более ранних хроник, созданная воевавшим с крестоносцами в войске Салах ад-Дина Ибн аль-Асиром (1160—1233)[54]. Хроника ценна рассказом о фальсификации чуда обретения копья и раскрытием истинных причин поражения армии Кербоги, неизвестных латинским хронистам[58].
- «Сливки, снятые с истории Халеба» написал в начале XII века Камал ад-дин ибн ал-Адим, который использовал в ней более ранние хроники, а также рассказы отца[54]. Он подробно описывает события, происходившие в Алеппо во время осады Антиохии, которые послужили одной из причин поражения Кербоги[59].

## Историография
Британский историк Питер Франкопан утверждает, что история ПКП излагается предвзято из-за использования, в основном, латинских источников и пренебрежения греческими, сирийскими, армянскими и еврейскими источниками XI—XII вв. Так, по мнению Франкопана, инициатором похода был не Папа Римский, а византийский император Алексей I Комнин. Желая преодолеть внешние и внутренние трудности империи, он обратился к папе Урбану II. Франкопан также указывает, что главными целями похода в Малой Азии были города Антиохия и Никея, для завоевания которых требовались воины с опытом осадных действий. Именно такие рыцари, по мнению Франкопана, и призывались в поход в папских проповедях во Франции в 1095-96 гг.